# یولیا وولیاتچ
یولیا وولیاتچ (انگلیسی: Yulia Volivatch؛ زادهٔ ۲۶ ژانویهٔ ۱۹۷۱) بازیکن والیبال اهل اوکراین است.